# رجال وقضية
رجال وقضية هو مسلسل تلفزيوني عراقي عرض في عام 2011.

## الممثلون
- فلاح هاشم
- ميس كمر
- بهجت الجبوري
- طه علوان
- سنان العزاوي
- فارس عجام
- سامي قفطان
- هند كامل
- صبا إبراهيم
- لبنى كمر
- هند طالب
- عبد الستار البصري